# Cerastium theophrasti
Cerastium theophrasti là loài thực vật có hoa thuộc họ Cẩm chướng. Loài này được Merxm. & Strid mô tả khoa học đầu tiên năm 1977.